# Samir Handanović
Samir Handanovič (en bosnio: [xandǎːnoʋitɕ]; en esloveno: Samir Handanovič, pronunciado [ˈsaːmiɾ xanˈdaːnɔʋitʃ]; Liubliana, Eslovenia, RFS de Yugoslavia, 14 de julio de 1984) es un exfutbolista esloveno que jugaba como portero.
Durante el transcurso de la temporada 2010-11 de la Serie A, paró un total de 6 penaltis, igualando el récord establecido en la temporada 1948-1949.
A nivel internacional representó a Eslovenia desde las juveniles. Debutó con la selección absoluta en 2004. Con sus 81 encuentros disputados a nivel internacional, es el segundo jugador esloveno con más encuentros, además fue parte del plantel que se clasificó a la Copa del Mundo de 2010.
Considerado uno de los mejores porteros de su generación, es el único portero no italiano en ganar tres veces el título de portero del año de la Serie A. Fue apodado "Batman" por sus acrobáticas atajadas.

## Trayectoria

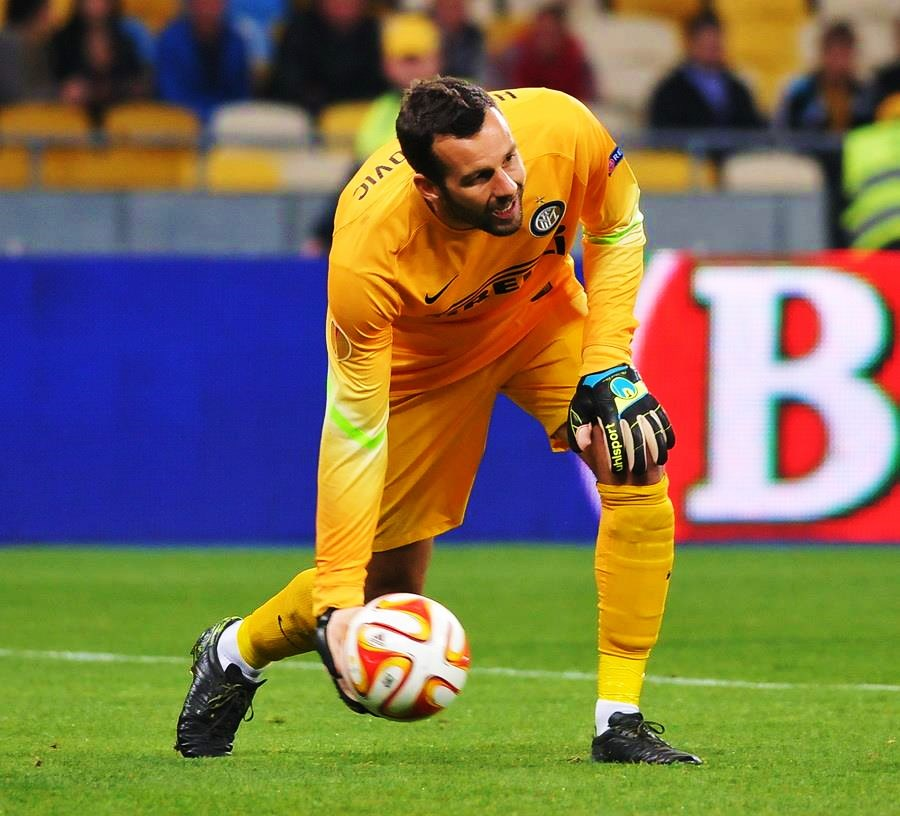
Handanovič jugando para Inter en 2014.

### Domžale
Inició su carrera en el club esloveno Domžale. Jugaría 7 partidos y recibió 9 goles durante la temporada 2003-2004.

### Udinese
En el verano europeo de 2004, emigró al Udinese, donde estaría una temporada. A la siguiente temporada sería enviado al Treviso.

### Lazio
En el mercado invernal europeo, sería intercambiado por Matteo Sereni, recalando en la Lazio. Solamente disputaría 1 partido en la liga italiana durante la temporada 2005-2006.

### Rimini
Nuevamente, esta vez en el verano europeo de 2006, fue cedido al Rimini 1912. El Rimini obtendría el quinto lugar en la Serie B.

### Regreso a Udinese
En el verano europeo de 2007 volvió a Udinese, reemplazando a Morgan De Sanctis, y firmando un contrato que lo uniría al cuadro friulano hasta junio de 2012.

### Inter de Milán
En el mercado de verano europeo 2012 fue fichado por el Inter de Milán, dirigido por Andrea Stramaccioni para sustituir la valla interista a manos de Júlio César Soares Espíndola.
El 19 de octubre de 2021 alcanzó los 400 encuentros disputados con la camiseta del Inter, solo superado por Walter Zenga (473).
Fue uno de los pilares fundamentales para que su equipo ganara la Serie A TIM en la temporada 2020-2021 después de 11 años sin títulos locales.

## Selección nacional
Ha participado en 81 encuentros con la selección de Eslovenia. Tiene como particularidad de que compitió el puesto en la selección con su primo Jasmin Handanović, el cual también es portero. Fue el portero titular de Eslovenia en la Copa Mundial de Fútbol de 2010.

### Participaciones en Copas del Mundo
| Mundial                        | Sede      | Resultado    | Partidos | GR |
| ------------------------------ | --------- | ------------ | -------- | -- |
| Copa Mundial de Fútbol de 2010 | Sudáfrica | Primera fase | 3        | 3  |

## Estadísticas

### Clubes
Actualizado al último partido disputado el 3 de junio de 2023.
| NK Domžale Eslovenia |               |               |      |      |     |     |     |     |      |      |
| 1.ª | 2003-04       | 7             | -9   | 0    | 0   | -   | -   | 7   | -9   |      |
| Total club | Total club    | 7             | -9   | 0    | 0   | 0   | 0   | 7   | -9   |      |
| NK Zagorje Eslovenia |               |               |      |      |     |     |     |     |      |      |
| 2.ª | 2003-04       | 11            | ?    | 0    | 0   | -   | -   | 11  | ?    |      |
| Total club | Total club    | 11            | ?    | 0    | 0   | 0   | 0   | 11  | ?    |      |
| A.C.D. Treviso · Italia |               |               |      |      |     |     |     |     |      |      |
| 1.ª | 2005-06       | 3             | -6   | 0    | 0   | -   | -   | 3   | -6   |      |
| Total club | Total club    | 3             | -6   | 0    | 0   | 0   | 0   | 3   | -6   |      |
| S. S. Lazio · Italia |               |               |      |      |     |     |     |     |      |      |
| 1.ª | 2005-06       | 1             | -0   | 0    | 0   | -   | -   | 1   | -0   |      |
| Total club | Total club    | 1             | -0   | 0    | 0   | 0   | 0   | 1   | -0   |      |
| Rimini F. C. · Italia |               |               |      |      |     |     |     |     |      |      |
| 2.ª | 2006-07       | 39            | -36  | 2    | -0  | -   | -   | 41  | -36  |      |
| Total club | Total club    | 39            | -36  | 2    | 0   | 0   | 0   | 41  | -36  |      |
| Udinese Calcio · Italia |               |               |      |      |     |     |     |     |      |      |
| 1.ª | 2004-05       | 3             | -2   | 2    | -6  | -   | -   | 5   | -8   |      |
| 1.ª | 2007-08       | 35            | -45  | 1    | -0  | -   | -   | 36  | -45  |      |
| 1.ª | 2008-09       | 34            | -45  | 1    | -1  | 10  | -13 | 45  | -59  |      |
| 1.ª | 2009-10       | 37            | -56  | 3    | -2  | -   | -   | 40  | -58  |      |
| 1.ª | 2010-11       | 35            | -40  | 0    | 0   | -   | -   | 35  | -40  |      |
| 1.ª | 2011-12       | 38            | -35  | 1    | -2  | 12  | -13 | 51  | -50  |      |
| Total club | Total club    | 182           | -223 | 8    | -11 | 22  | -26 | 212 | -260 |      |
| F. C. Internazionale · Italia |               |               |      |      |     |     |     |     |      |      |
| 1.ª | 2012-13       | 35            | -53  | 3    | -7  | 10  | -10 | 48  | -70  |      |
| 1.ª | 2013-14       | 36            | -32  | 1    | -0  | -   | -   | 37  | -32  |      |
| 1.ª | 2014-15       | 37            | -47  | 0    | 0   | 3   | -1  | 40  | -48  |      |
| 1.ª | 2015-16       | 36            | -34  | 2    | -3  | -   | -   | 38  | -37  |      |
| 1.ª | 2016-17       | 37            | -47  | 1    | -2  | 5   | -8  | 43  | -57  |      |
| 1.ª | 2017-18       | 38            | -30  | 1    | -1  | -   | -   | 39  | -31  |      |
| 1.ª | 2018-19       | 38            | -33  | 1    | -1  | 10  | -8  | 49  | -42  |      |
| 1.ª | 2019-20       | 35            | -32  | 3    | -3  | 10  | -13 | 48  | -48  |      |
| 1.ª | 2020-21       | 37            | -33  | 4    | -4  | 6   | -9  | 47  | -46  |      |
| 1.ª | 2021-22       | 37            | -30  | 5    | -3  | 8   | -7  | 50  | -40  |      |
| 1.ª | 2022-23       | 14            | -17  | 2    | -2  | 0   | 0   | 16  | -19  |      |
| Total club | Total club    | 380           | -388 | 23   | -26 | 52  | -56 | 455 | -470 |      |
| Total carrera | Total carrera | Total carrera | 622  | -659 | 32  | -38 | 74  | -82 | 729  | -779 |
| (1) Incluye datos de la Copa de Italia. (2) Incluye datos de la Liga Europa de la UEFA (2004-05, 2008-09, 2012-13, 2014-15, 2016-17, 2018-19) y la Liga de Campeones de la UEFA (2011-12, 2018-19, 2019-20). |               |               |      |      |     |     |     |     |      |      |

## Palmarés

### Títulos nacionales
| Título              | Club           | País   | Año     |
| ------------------- | -------------- | ------ | ------- |
| Serie A             | Inter de Milán | Italia | 2020-21 |
| Supercopa de Italia | Inter de Milán | Italia | 2021    |
| Copa Italia         | Inter de Milán | Italia | 2021-22 |
| Supercopa de Italia | Inter de Milán | Italia | 2022    |
| Copa Italia         | Inter de Milán | Italia | 2022-23 |

### Distinciones individuales
| Distinción                     | Año     |
| ------------------------------ | ------- |
| Equipo del Año en la Serie A.  | 2010-11 |
| Portero del Año en la Serie A. | 2010-11 |
| Equipo del Año en la Serie A.  | 2012-13 |
| Portero del Año en la Serie A. | 2012-13 |
| Portero del Año en la Serie A. | 2018-19 |

## Vida personal
Los padres de Handanović son de Bosnia y Herzegovina. Su primo mayor, Jasmin Handanović, pasó por el fútbol italiano desde 2007 hasta 2011 y es un ídolo en el Maribor. Ambos jugaron en la selección nacional de Eslovenia y ocuparon la posición de portero.